# 晴明塚
晴明塚（せいめいづか）は、全国に存在する、安倍晴明の来訪、またはゆかりを記念して建立したと思われる塚である。
民間の陰陽師、祈祷師が安倍晴明の人気にあやかって、安倍晴明とのつながりを誇示するために建立したとも言われている。
全国の晴明塚
- 晴明塚 (掛川市) -　この地に立ち寄った安倍晴明が津波除けの祈祷を行い、以後その地では津波の被害がなくなったと言われている。
- 晴明塚 (あま市) -　晴明がこの地を通った時、田の雑草に百姓が困っていることを知りその害を除く祈祷を行ったという伝承地。
- 晴明塚 (河内長野市) -　自らの占いが物貰いの予測に負け、浅学を恥じた晴明がこの場で書物を焼き捨てたという伝説が残る。
- 晴明塚 (佐用町) -　晴明塚と呼ばれる「宝篋印塔」が木谷甲にある。すぐ近くの木谷乙には、ライバルの『道満塚』もある。
- 晴明塚 (福山市) -　現地に在住する安倍氏一族(晴明末裔と伝わる)は、この塚を「晴明の墓」として手厚く供養している。
- 晴明塚 (浅口市) -　晴明が天文観測のために屋敷を構えていたという伝説がある。
- 晴明塚 (高松市) -　安倍晴明が神主をしていたという伝承がある。
- 晴明塚 (筑西市) -　この地方に疫病がはやった時、晴明はここから筑波山方面に矢を放ちこれを鎮めたとされる。